# Quercus kingiana
Quercus kingiana är en bokväxtart som beskrevs av William Grant Craib. Quercus kingiana ingår i släktet ekar, och familjen bokväxter. Inga underarter finns listade.

## Bildgalleri

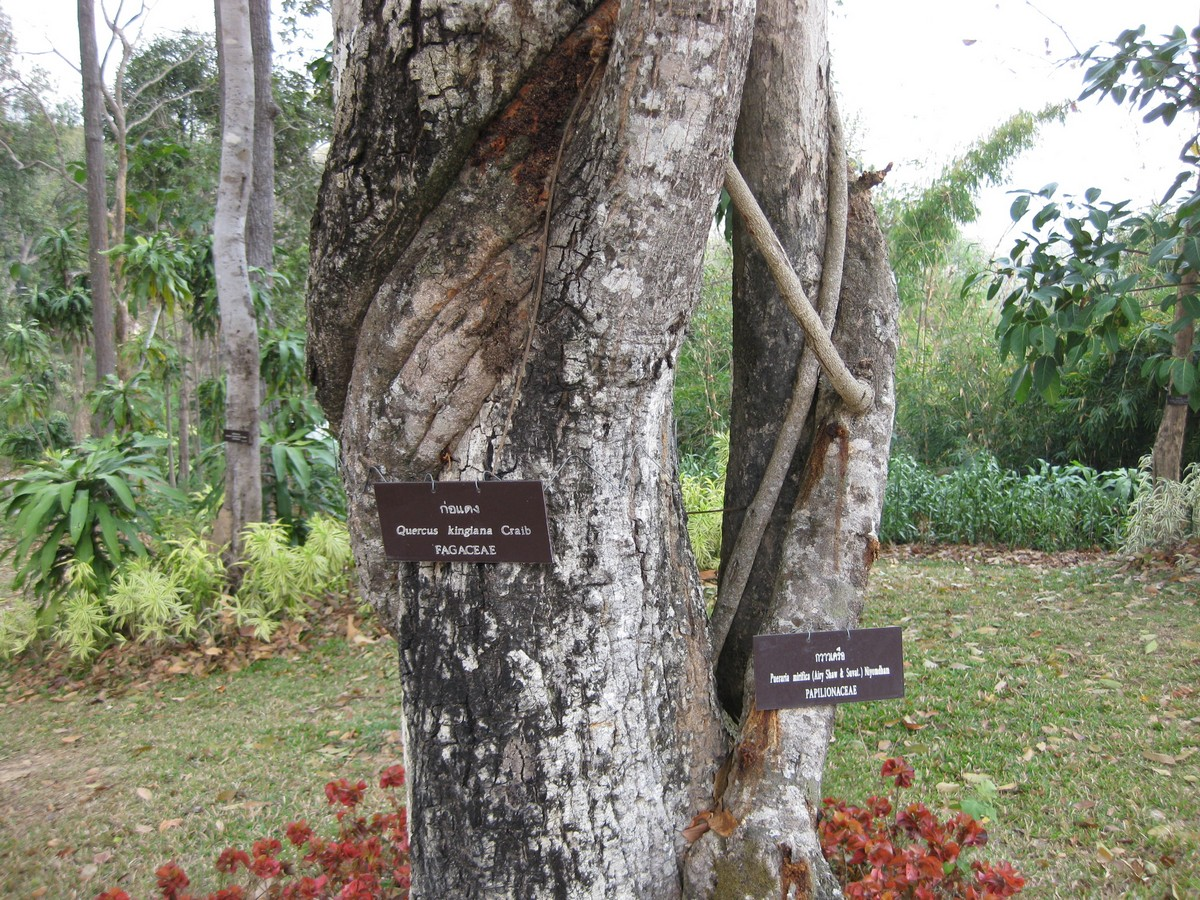
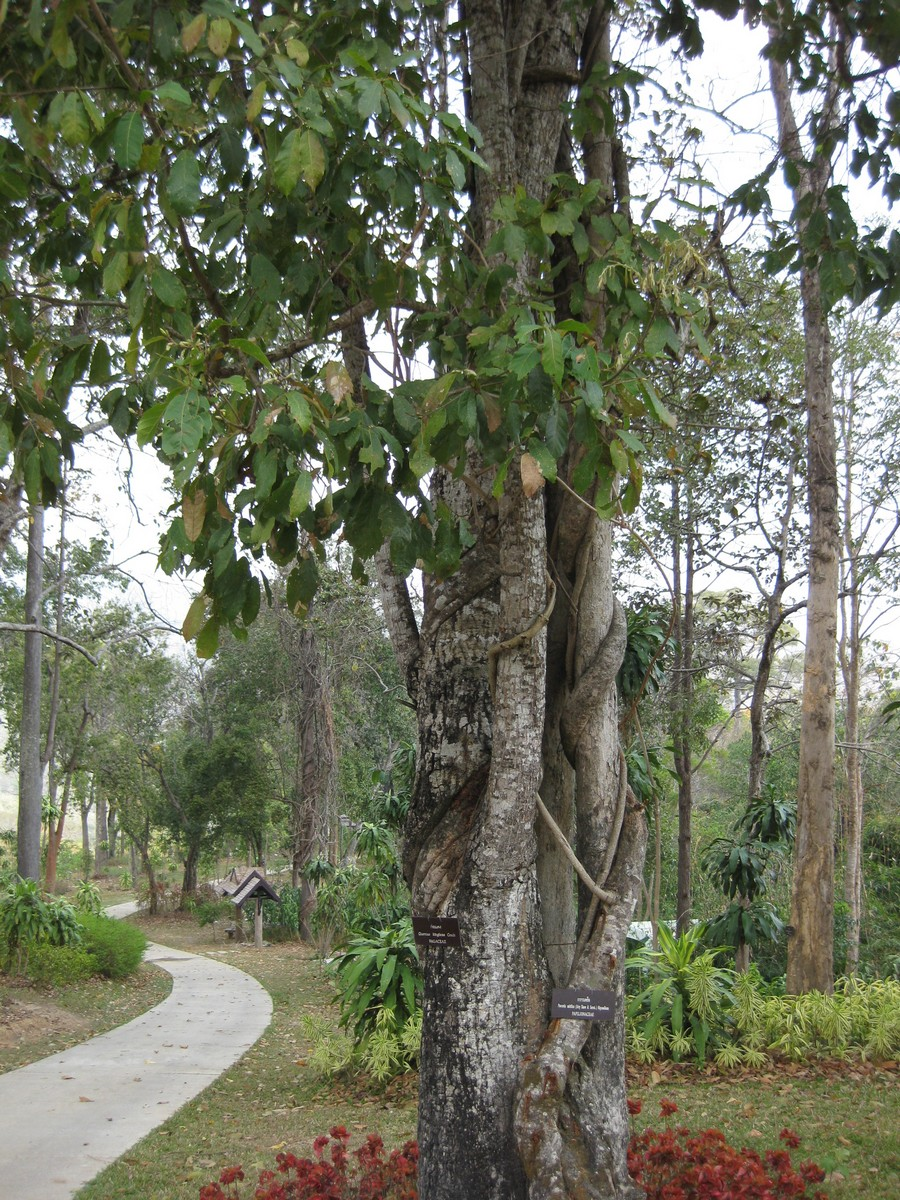